# Рудорозбірка

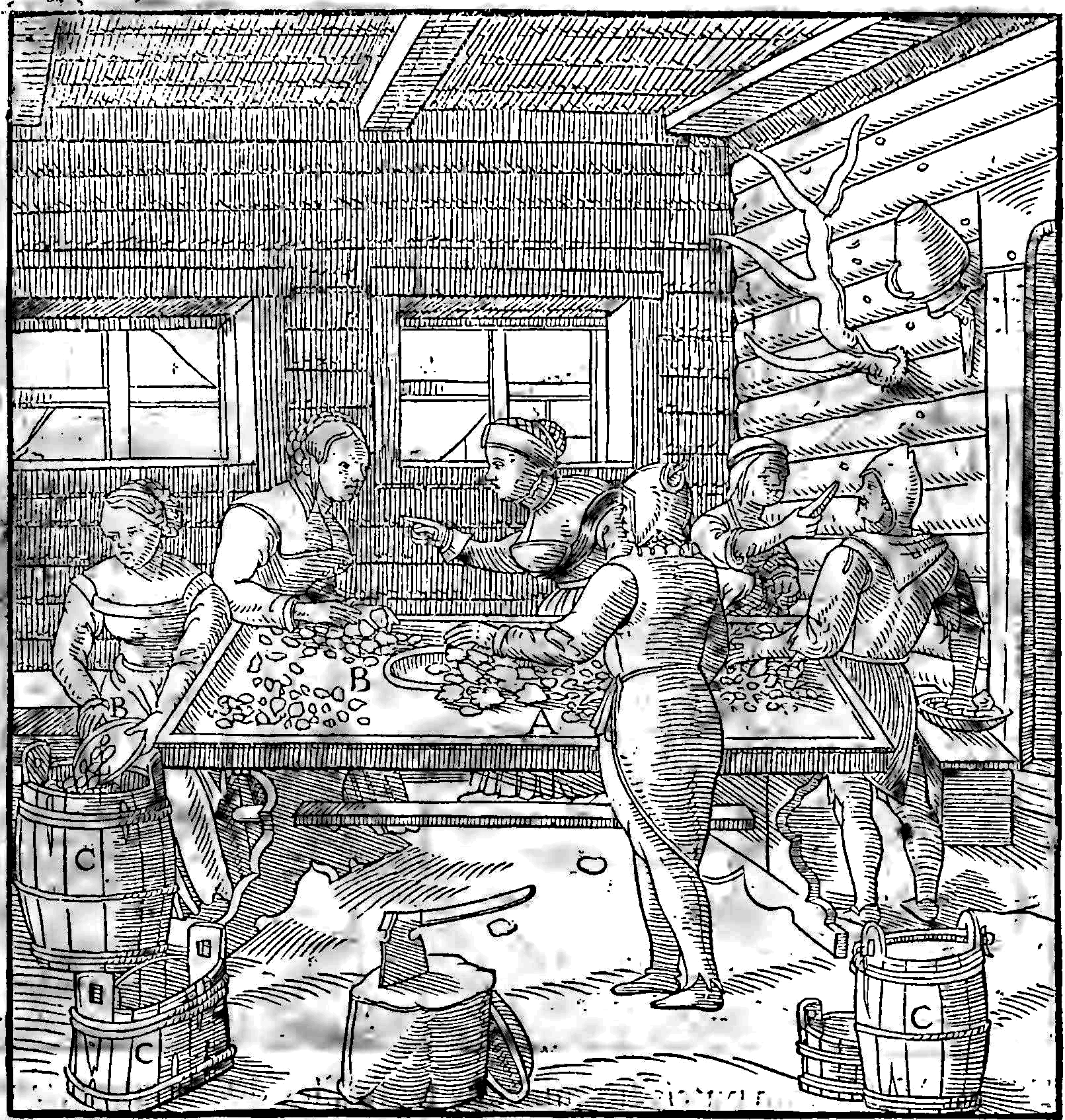
Рудорозбірка у «De Re Metallica» Георга Агріколи (1556 р.)

Рудорозбірка (рос. рудоразборка, англ. hand ore picking; нім. Erzklauben n, Klauben n, Klaubarbeit f, Scheidearbeit f) — ручний спосіб збагачення крупногрудкової руди за зовнішнім виглядом (кольором, блиском, формою) її компонентів. 

## Загальний опис
Здійснюється шляхом відбору шматків руди крупністю 25–300 мм, або пустої породи, або шкідливих домішок з рудної маси, що сортується. Р. проводилася безпосередньо при видобутку під землею, на старих відвалах, з гірничої маси, що надходить з підготовчих виробок, а також із загальної рудної маси на збагачувальних фабриках як перша збагачувальна операція. У наш час Р. через високу трудомісткість майже не застосовується і повсюдно замінена механізованими процесами розділення. Може здійснюватися при дуже малих обсягах виробництва або в одноразовому порядку з метою дослідження. Відоме використання Р. при старательських методах видобутку і переробки сировини, а також при сортуванні дорогоцінних каменів.
Син. — ручне сортування.

## Історія
Цікаво, що рудорозбірка застосовувалася здавна. Вона описана, зокрема, в книзі «De Re Metallica» Георга Агріколи (1556 р.): 
| «…викопану руду слід уважно оглянути і відокремити частину, багату металом, від частини, позбавленої металу, що складається з одних земель, вмісних розчинів або каменів. Бо плавити непридатну руду разом з придатною невигідно, витрати на це марні, шлаки від плавки земляних та кам'яних порід порожні і не приносять користі, а деякі з вмісних розчинів перешкоджають виплавці металів і завдають цим шкоди. Камені повинні бути відбиті від багатої руди, роздроблені і промиті, щоб при їх видаленні не втратилася й частина металу. У тому випадку, якщо рудокопи через недосвідченість чи необачність змішали руду з землею і камінням, коли відкопували її, для відділення сирого металу або добірної руди доводиться на допомогу працюючим в копальнях чоловікам залучати жінок і навіть дітей. Вони проводять цілі дні за довгим рудо-розбірних столом, відокремлюючи руду; відібраний матеріал кладуть в промивні корита, потім промиту руду збирають в кади і відвозять в плавильну» |
І далі з «De Re Metallica» : 
| «Рудорозбірники кладуть на кожен рудорозбірний стіл твердий і широкий камінь. Рудорозбірні столи здебільшого зроблені з пригнаних одна до одної дощок довжиною 4 фути і такою ж шириною; до трьох сторін столу приладнані борти висотою приблизно 1 фут, передній же край, біля якого поміщається розбірник руди, відкритий. А інші рудорозбірники кладуть штуфи багатої золотом або сріблом руди на камінь, розбивають їх широким, але не товстим молотом на шматки і кидають в бочку або, розбивши їх, відокремлюють добірні шматки від менш цінних, чому вони, власне, і отримали свою назву розбирачів, кидають їх у різні кади (бочки) і таким чином сортують. Інші ж точно так само кладуть на камінь штуфи з не настільки багатої золотом або сріблом руди і дрібно подрібнюють їх широким і разом з тим товстим молотом і кидають подрібнену руду в одну бочку. Є два роди таких бочок. Одні з них більш глибокі і посередині трохи ширше, ніж знизу і зверху, інші дрібніші, знизу ширше, догори ж дещо звужуються. Їх прикривають покришкою, перші ж відкриті. У вушка тих і інших вставляють залізний прут із загнутими кінцями, і, коли бочку потрібно забрати, беруться за цей прут.» |